# Матос, Маркус ди
Ма́ркус ди Ма́тос (порт. Marcus de Matos; 8 августа 1957, Куяба) — бразильский футболист, игравший на позиции полузащитника. В начале 1980-х выступал в различных лигах Италии.

## Карьера
Маркус начинал карьеру футболиста на родине. Он выступал за бразильскую команду «Миксто». В 1982 году футболист приехал в Италию, где стал игроком «Катандзаро» из Серии А. Он дебютировал в новом коллективе 10 октября 1982 года во встрече с «Сампдорией» (итоговый счёт: 2:4 в пользу Сампы). Всего же в сезоне 1982/83 бразилец провёл в составе «Катандзаро» 3 матча, не забив ни одного гола. По итогам того сезона его клуб занял последнее место в таблице и вылетел в Серию Б. В 1983 году Маркос де Матуш покинул команду и до конца 1980-х годов играл за различные итальянские команды из низших дивизионов. После окончания карьеры остался в Италии, начав тренировать любительские клубы.